# Riachão do Poço
Riachão do Poço is een gemeente in de Braziliaanse deelstaat Paraíba. De gemeente telt 4.417 inwoners (schatting 2009).